# Els actors
Els actors (títol original: The Actors) és una pel·lícula de 2003 dirigida per Conor McPherson i protagonitzada per Michael Caine i Dylan Moran. Ha estat doblada al català.

## Argument
És una clàssica entremaliadura còmica en què dos actors, l'envellit i arrogant O Malley (Michael Caine) i el jove aspirant Tom (Dylan Moran) estan buscant una vàlvula de fuita per la humiliació del repertori de teatre. Mentre estan representant l'obra, el dolent Ricard III (O Malley) fa amistat amb el gàngster Bareller (Michael Gambon), i es descobreix que deu una suma important de diners a un gàngster misteriós a Londres, i planegen un pla aparentment infal·lible per aconseguir diners fàcils. Per dur a terme l'estafa, O Malley convenç a Tom d'actuar com un mediador il·lícit, que l'implica en la creació de diverses disfresses i caràcters. Ajudat per la neboda de Tom de 9 anys (Abigail Iversen), aquest duo descobreix un talent per al crim que ells mai havien imaginat. Sorgeixen complicacions quan Tom s'enamora de la filla de Bareller, Dolores (Lena Headey), ja que O Malley està igualment enamorada d'ella. Quan els gàngsters arriben per fer efectiu el deute, dirigits per la perillosa i atractiva Magnani (Miranda Richardson), els actors que s'han convertit en criminals troben una trama complicada que els portarà al límit.

## Repartiment
- Michael Caine: Anthony O'Malley
- Dylan Moran: Tom Quirk
- Michael Gambon: Barreller
- Lena Headey: Dolores
- Miranda Richardson: Mrs. Magnani